# Elezioni generali nel Regno Unito del 1847
Le elezioni generali nel Regno Unito del 1847 si svolsero dal 29 luglio al 26 agosto e portarono i Whigs al governo, nonostante alcuni candidati autodefinitisi Conservatori fossero divisi tra protezionisti, guidati da Edward Smith-Stanley, e una minoranza di Tory a favore del libero commercio, chiamati anche Conservatori Liberali o Peeliti, dal nome dell'ex Primo ministro Robert Peel; questa situazione lasciò i Whigs, guidari dal Primo ministro Edward Smith-Stanley, nella posizione di poter continuare al governo.
Il gruppo Irish Repeal ottenne più seggi che alle elezioni precedenti, mentre i Cartisti conquistarono l'unico seggio che ebbero mai al Parlamento, il secondo seggio del collegio di Nottingham, detenuto dal leader cartista Feargus O'Connor.
L'elezione vide anche l'elezione del primo deputato ebrei britannico, il liberale Lionel de Rothschild nel collegio di City of London. I deputati che entravano in carica dovevano però esprimere un atto di fedeltà cristiano, il che significò che Rothschild non fu effettivamente in grado di sedere in Parlamento fino all'approvazione del Jews Relief Act 1858. Il collegio di Sudbury, che eleggeva due deputati, fu privato del diritto di elezione per queste elezioni, pertanto vi furono due seggi in meno alla Camera dei comuni rispetto alle precedenti elezioni, in quanto i due seggi non vennero redistribuiti.

## Risultati
| Liste | Liste                    | Voti    | %      | Variazione % | Seggi | Variazione seggi |
| ----- | ------------------------ | ------- | ------ | ------------ | ----- | ---------------- |
|       | Whigs                    | 259 311 | 53,75% | 6,9%         | 292   | 21               |
|       | Conservatore             | 205 481 | 42,59% | 8,2%         | 325   | 42               |
|       | Irish Repeal             | 14 128  | 2,93%  | 1,0%         | 36    | 16               |
|       | Cartisti                 | 2 848   | 0,59   | —            | 1     | 1                |
|       | Confederazione Irlandese | 661     | 0,14   | —            | 2     | 2                |

|              |              |  |        |        |
| ------------ | ------------ |  | ------ | ------ |
| Whig         | Whig         |  | 53,75% | 53,75% |
| Conservatori | Conservatori |  | 42,59% | 42,59% |
| Irish Repeal | Irish Repeal |  | 2,93%  | 2,93%  |
| Cartisti     | Cartisti     |  | 0,59%  | 0,59%  |
| Altri        | Altri        |  | 0,14%  | 0,14%  |

|              |              |  |        |        |
| ------------ | ------------ |  | ------ | ------ |
| Whig         | Whig         |  | 44,51% | 44,51% |
| Conservatori | Conservatori |  | 49,54% | 49,54% |
| Irish Repeal | Irish Repeal |  | 5,49%  | 5,49%  |
| Cartisti     | Cartisti     |  | 0,15%  | 0,15%  |
| Altri        | Altri        |  | 0,3%   | 0,3%   |